# رندي سابوترا
رندي سابوترا (بالإندونيسية: Rendi Saputra)‏ هو لاعب كرة قدم إندونيسي في مركز حراسة المرمى، ولد في 28 أبريل 1989 في باندونغ في إندونيسيا. لعب مع برسيب باندونغ.

## وصلات خارجية
- رندي سابوترا على موقع قاعدة بيانات كرة القدم.إي يو (الإنجليزية)